# 簡昌璘
簡昌璘（？年—？年），湖南邵陽進士，由翰林改銓，乾隆三十八年署順慶府通判。是一位政治人物，明清時曾在四川順慶府岳池縣（位於今四川東北部，武周萬歲通天二年分南充、相如二縣置，是一個千年古縣）擔任官吏。